# Couvent d'Ebernach
Le couvent d'Ebernach est un couvent franciscain, au bord de la Moselle, à Sehl près de Cochem dans la Rhénanie-Palatinat (Allemagne). Il appartient depuis 1887 à la congrégation des Frères franciscains de la Sainte-Croix, fondée en 1862 par Pierre Wirth (1830-1871, frère Jacques).

## Histoire
L'origine du monastère remonte au chevalier Johann von Evernach qui fit don du terrain en 1130 aux bénédictins de l'abbaye de Maria Laach qui donnent alors à ce lieu le nom latin de leur bienfaiteur : Evernacum. Un vignoble réputé y croît. Le monastère est reconstruit en 1673. Le recès d'Empire voulu par Napoléon Bonaparte confisque le monastère aux bénédictins qui sont obligés de se disperser. Le domaine est acheté par Karl Boost, un médecin de Cochem, dont les héritiers le vendent aux Franciscains de la Sainte-Croix en 1887, congrégation vouée au soin des malades, des vieillards et des pauvres. Les bâtiments sont reconstruits et agrandis l'année suivante.
Le couvent d'Ebernach a été le siège de la maison-mère entre 1937 et 1947. Le couvent est réaménagé et agrandi à cette époque et est affecté au traitement des malades mentaux. Durant la période nazie, 199 patients sont déportés par les autorités. Les Frères ont fait ériger un monument en leur mémoire entre l'église et le clocher.
Le couvent héberge aujourd'hui 300 handicapés mentaux.